# Municipio de Mineral (Pensilvania)
El municipio de Mineral (en inglés: Mineral Township) es un municipio ubicado en el condado de Venango en el estado estadounidense de Pensilvania. En el año 2000 tenía una población de 533 habitantes y una densidad poblacional de 9 personas por km².

## Geografía
El municipio de Mineral se encuentra ubicado en las coordenadas 41°18′00″N 79°57′59″O / 41.30000, -79.96639.

## Demografía
Según la Oficina del Censo en 2000 los ingresos medios por hogar en la localidad eran de $37,500 y los ingresos medios por familia eran $39,773. Los hombres tenían unos ingresos medios de $31,731 frente a los $29,375 para las mujeres. La renta per cápita para la localidad era de $15,945. Alrededor del 7,7% de la población estaban por debajo del umbral de pobreza.